# Liste von Schlagzeugern und Schlagwerkern
Dies ist eine Liste bekannter Schlagzeuger und Schlagwerker, gruppiert nach Musikstil.

## Klassik(Schlagwerker, Perkussionisten)
- Andreas Aigmüller (* 1952)
- Lorenzo Alpert
- Julius Apriadi (* 1987)
- Florian Arbenz (* 1975)
- Sergio Armaroli (* 1972)
- Alexandre Babel (* 1980)
- Franz Bauer (* 1968)
- Bob Becker (* 1947)
- Maurizio Ben-Omar
- Thilo Berg (* 1959)
- Jean-Paul Bernard (* 1957)
- Gabriel Bouchet
- Martin Breinschmid (* 1970)
- Daniel Buess (1976–2016)
- Johannes von Buttlar (* 1982)
- Christoph Caskel (1932–2023)
- Jeffery Davis (* 1981)
- Daniel Dossmann
- Jean-Pierre Drouet (* 1935)
- Cloyd Duff (1915–2000)
- Daniel Eichholz (* 1978)
- Camille Émaille (* 1993)
- Claude Ferrier
- Evi Filippou (* 1993)
- Siegfried Fink (1928–2006)
- Johannes Fischer (* 1981)
- Elisabeth Flunger (* 1960)
- Stephan Froleyks (* 1962)
- Haruka Fujii
- Michel Gastaud
- Evelyn Glennie (* 1965)
- Arkadijus Gotesmanas (* 1959)
- Gordon Gottlieb (* 1948)
- Martin Grubinger (* 1983)
- Joachim Gruner (1933–2011)
- Lennart Gruvstedt (* 1955)
- Sylvio Gualda (* 1939)
- Babette Haag (* 1967)
- Christian Hamouy (* 1955)
- Roland Härdtner (* 1964)
- Mathias Haus (* 1963)
- Wilfried Hiller (* 1941)
- Anatoli Iwanow (1934–2012)
- Meinhard Jenne (* 1970)
- Jürgen Karle (* 1962)
- Florian Klinger (* 1991)
- Tatiana Koleva (* 1970)
- Julian Lembke (* 1985)
- Philippe Limoge (PercuDuo)
- Dave Mancini (* 1952)
- François Merville (* 1968)
- Leon Milo (1956–2014)
- Sanford A. Moeller (1879–1961)
- James Moyer (* 1959)
- Masakazu Nishimine (* 1954)
- Per Nyhaug (1926–2009)
- Damien Petitjean (PercuDuo)
- Flip Philipp (* 1969)
- Dominique Probst (* 1954)
- Jim Pugliese (* 1952)
- Cyril Régamey (* 1977)
- Arnold F. Riedhammer (* 1947)
- Dirk Rothbrust (* 1968)
- Rüdiger Ruppert (* 1970)
- Peter Sadlo (1962–2016)
- Taiko Saitō (* 1976)
- Tobias Schirmer (* 1982)
- Maria Schneider (* 1983)
- Jochen Schorer (* 1974)
- Robyn Schulkowsky (* 1953)
- Otto Seele (1856–1935)
- Gordon Stout (* 1952)
- Gaston Sylvestre (* 1939)
- Werner Thärichen (1921–2008)
- Preben Vang (1942–1986)
- Rob Waring (* 1956)
- William Winant (* 1953)
- Matthias Würsch (* 1965)
- Yūsuke Yamamoto (* ≈1970)
- Stomu Yamashta (* 1947)
- Peter Conradin Zumthor (* 1979)
- Sylwia Zytynska (* 1963)

## Jazz
A
- Ossi Aalto (1910–2009)
- Kush Abadey (* 1991)
- Nasar Abadey (* um 1950)
- Brian Abrahams (* 1947)
- Naíma Acuña (* 1988)
- Daniel Aebi (* 1973)
- Konrad Agnas (* 1990)
- Lukas Aichinger (* 1992)
- Lukas Akintaya (* 1991)
- Pheeroan akLaff (* 1955)
- Paul Albrecht (* 1996)
- Mousie Alexander (1922–1988)
- Taru Alexander (* 1967)
- Philippe Allaert (* 1961)
- Muhammad Ali (* 1936)
- Luqman Ali (1939–2007)
- Rashied Ali (1933–2009)
- Don Alias (1939–2006)
- Xavier Almeida (* 1994)
- Barry Altschul (* 1943)
- Cesarius Alvim (* 1950)
- Felix Ambach (* 1998)
- Robby Ameen (* 1960)
- Paul Amereller (* 1991)
- Ursula Anders (1938–2025)
- Max Andrzejewski (* 1986)
- Nicola Angelucci (* 1979)
- Charly Antolini (* 1937)
- Peter Appleyard (1928–2013)
- Julius Apriadi (* 1987)
- Florian Arbenz (* 1975)
- Fabian Arends (* 1990)
- Steve Argüelles (* 1963)
- Sergio Armaroli (* 1972)
- Poumy Arnaud (1935–2022)
- Christos Asonitis (* 1974)
- Néstor Astarita (1938–2024)
- Felix Astor (* 1968)
- Bülent Ateş (* 1942)
- Cuba Austin (1906–1961)
- Max Autsch (* ≈1999)

B
- Clemens Bacher (* 1985)
- Erich Bachträgl (1944–2011)
- Tobias Backhaus (* 1984)
- Marcos Baggiani (* 1973)
- Stefano Bagnoli (* 1963)
- Elemér Balázs (* 1967)
- Greg Bandy (1951–2025)
- Antoine Banville (* 1970)
- Clifford Barbaro (1948–2025)
- Niclas Bardeleben (* 1990)
- Brian Barlow (* 1952)
- Ranjit Barot (* 1950)
- Joe Baudisch (* 1964)
- Peter Baumeister (* 1940)
- Moritz Baumgärtner (* 1985)
- Peter Baumgärtner (* 1958)
- Jenő Beamter (1912–1984)
- Chris Beck (* ≈1980)
- Martien Beenen (1933–2024)
- Louie Bellson (1924–2009)
- Denis Benarrosh (* 1955)
- Warren Benbow (1954–2024)
- Han Bennink (* 1942)
- Thilo Berg (* 1959)
- John Bergamo (1940–2013)
- Bengt Berger (* 1942)
- Leif Berger (* 1995)
- Håkon Berre (* 1980)
- Steve Berrios (1945–2013)
- Denzil Best (1917–1965)
- John Betsch (* 1945)
- Lionel Beuvens (* 1981)
- Ernst Bier (* 1951)
- Lars Binder (* 1973)
- Johan Birgenius (* 1983)
- John Bishop (* 1969)
- Walter Bittner (* 1957)
- Ed Blackwell (1929–1992)
- Art Blakey (1919–1990)
- Roger Blàvia (1963–2017)
- Arthor von Blomberg (* 1956)
- Johnny Blowers (1911–2006)
- Samir Böhringer (* 1991)
- Max Bolleman (* 1944)
- Kurt Bong (* 1937)
- Gergő Borlai (* 1978)
- Silvano Borzacchiello (* 1965)
- Dave Bowler (* 1957)
- Moses Boyd (* ≈1992)
- Lucien Bovet (* 1962)
- Fred Braceful (1938–1995)
- Francesco Branciamore (* 1956)
- Simon Bräumer (* 1997)
- Martin Breinschmid (* 1970)
- Gerd Breuer (* 1959)
- Jan F. Brill (* 1991)
- Lukas Briner (* 1991)
- Freddie Brocksieper (1912–1990)
- Billy Brooks (1943–2023)
- Gerry Brown (* 1951)
- Otis Brown III (* 1974)
- Pete Brown (1921–2009)
- Steve Brown (* 1968)
- Dan Brubeck (* 1955)
- Peter Bruun (* 1979)
- Sam Burckhardt (* 1957)
- Phelan Burgoyne (* 1994)
- Jonas Burgwinkel (* 1981)
- Carl Burnett (* 1941)
- Ronnie Burrage (* 1959)
- John Butts (1941–1966)

C
- Gene Calderazzo (* 1961)
- Rafael Calman (* 1982)
- Christophe Calpini (* 1969)
- Frank Capp (1931–2017)
- Rune Carlsson (1940–2013)
- Tony Carr (* 1930)
- Terri Lyne Carrington (* 1965)
- Bryan Carter (* 1990)
- Big Sid Catlett (1910–1951)
- Leon Ndugu Chancler (1952–2018)
- Dennis Chambers (* 1959)
- Domi Chansorn (* 1988)
- Jim Chapin (1919–2009)
- Tommy Chase (* 1947)
- Matthieu Chazarenc (* 1977)
- Kevin Chesham (* 1987)
- Simon Chmel (* 1994)
- Jon Christensen (1943–2020)
- Svein Christiansen (1941–2015)
- Michael Cina (* 1993)
- Francesco Ciniglio (* 1989)
- Kenny Clarke (1914–1985)
- Hannes Clauss (* 1949)
- Mathieu Clement (* 2001)
- Olivier Clerc (* 1950)
- Billy Cobham (* 1944)
- William „Bugs“ Cochran (* ≈1930)
- Cozy Cole (1906–1981)
- Denardo Coleman (* 1956)
- Montez Coleman (1973–2022)
- Keith Copeland (1946–2015)
- Mário Costa (* 1986)
- Pierre Courbois (* 1940)
- Terry Cox (* 1937)
- Curt Cress (* 1952)
- Charles Crosby (* 1931)
- Sylvia Cuenca (* ≈1968)
- Rollie Culver (1908–1984)
- Gil Cuppini (1924–1996)
- Howard Curtis (* ≈1953)

D
- Sylvain Darrifourcq (* 1979)
- Chris Dave (* 1973)
- Dennis Davis (1949–2016)
- Quincy Davis (* 1977)
- Karl Friedrich Degenhardt (* 1991)
- Jack DeJohnette (* 1942)
- Claude Delcloo (1943–1992)
- Pierre Delin (1924)
- Pupo De Luca (1926–2006)
- Pierre Demange (* ≈1990)
- Bob DeMeo (1955–2022)
- Kenwood Dennard (* 1956)
- Buddy Deppenschmidt (1936–2021)
- Clem DeRosa (1925–2011)
- Richard DeRosa (* 1955)
- András Dés (* 1978)
- Frank DeVito (* 1930)
- Dirk Achim Dhonau (* 1960)
- Corrie Dick (* 1990)
- Deric Dickens (* 1973)
- Jacques Di Donato (* 1942)
- Lisbeth Diers (* 1969)
- Yorgos Dimitriadis (* 1964)
- Michael Di Pasqua (1953–2016)
- Bruce Ditmas (* 1946)
- Ratko Divjak (* 1947)
- Wolfram Dix (1957–2022)
- Marcio Doctor (* 1965)
- Baby Dodds (1898–1959)
- Arnaud Dolmen (* 1985)
- Niki Dolp (* 1985)
- Daniel Dor (* 1986)
- Hamid Drake (* 1955)
- Martin Drew (1944–2010)
- Billy Drummond (* 1959)
- Tim Dudek (* 1980)
- Joris Dudli (* 1957)
- Marco Dufner (* ≈1990)
- Samuel Dühsler (* 1978)
- Antoine Duijkers (* 1987)
- Sjahin During (* 1972)
- Bruno Duval (* ≈1975)
- Sönke Düwer (* 1967)
- Joe Dyson (* 1990)

E
- Ted Easton (1932–1990)
- Vince Ector (* 1965)
- Arthur Edgehill (1926–2024)
- Dennis Egberth (* 1989)
- Anton Eger (* 1980)
- Dominic Egli (* 1976)
- Michael Ehret (* 1969)
- Tao Ehrlich (* 1996)
- Peter Eisheuer (* 1957)
- Bill Elgart (* 1942)
- David Elias (* 1956)
- Ray Ellington (1916–1985)
- Jørn Elniff (1938–1991)
- Kahil El’Zabar (* 1953)
- Stephan Emig (* 1976)
- John Engels (* 1935)
- Julian Erdem (* 1984)
- Philipp Ernsting (* ≈1986)
- Peter Erskine (* 1954)
- Hüseyin Ertunç (1947–2018)
- Michael Evans (1957–2021)
- Sticks Evans (1923–1994)
- Sangoma Everett (* 1952)

F
- Kenneth Fagerlund (1927–1997)
- Thomas Fahrer (* 1955)
- Peter Fairclough (* 1956)
- Jon Fält (* 1979)
- Shayan Fathi (* 1985)
- Nick Fatool (1915–2000)
- Julian Fau (* ≈1986)
- Justin Faulkner (* 1991)
- Pierre Favre (* 1937)
- Marc Feigenspan (* 1962)
- Victor Feldman (1934–1987)
- Sherman Ferguson (1944–2006)
- Haggai Fershtman (* 1972)
- Hans Fickelscher (* 1963)
- Anton Fig (* 1952)
- Jörg Fischer (* 1971)
- Nils Fischer (* 1968)
- Hardy Fischötter (* 1961)
- Fips Fleischer (1923–2002)
- Leopoldo Fleming (1939–2025)
- Brian Floody (* 1971)
- Guilhem Flouzat (* 1985)
- Denis Fournier (* 1954)
- Dawid Fortuna (* 1988)
- Panama Francis (1918–2001)
- Nick Fraser (* 1976)
- Cie Frazier (1904–1985)
- Martial Frenzel (* 1985)
- Elmar Frey (* 1964)
- Tobias Friedli (* 1978)
- Tobias Frohnhöfer (* 1990)
- Lou Fromm (* 1919)
- Peter Primus Frosch (* 1990)
- Thomas Froschauer (* 1979)
- Joachim Fuchs-Charrier (* 1954)
- Shinya Fukumori (* 1984)

G
- Steve Gadd (* 1945)
- Frank Gagliardi (1931–2011)
- Drago Gajo (* 1950)
- Stéphane Galland (* 1969)
- Joe Gallivan (* 1937)
- Asher Gamedze (* 1989)
- Jörg Gebhardt (* 1941)
- Durul Gence (1940–2021)
- Antonin Gerbal (* 1986)
- Ralf Gessler (* 1974)
- Gerry Gibbs (* 1964)
- David F. Gibson (* 1953)
- Kurt Giese (1936–2008)
- Peter Giger (* 1939)
- Tim Giles (* 1980)
- Jerry Gilgor (* 1980)
- Matthias Gmelin (* 1978)
- Alfredo Golino (* 1957)
- Charles K. Goold (* ≈1990)
- Arkadijus Gotesmanas (* 1959)
- Gordon Gottlieb (* 1948)
- Scotty Gottwald (* ≈1960)
- Wieland Götze (* ≈1979)
- Onno Govaert (* 1987)
- Krzysztof Gradziuk (* 1979)
- Harold Granowsky (1931–1997)
- Milford Graves (1941–2021)
- George English Greene (1943–2022)
- Rodney Green (* 1979)
- Anthony Greminger (* 1994)
- Carola Grey (* 1968)
- Christian Grobauer (* 1975)
- Peter Gröning (* ≈1946)
- Mathis Grossmann (* ≈1990)
- Walther Großrubatscher (1957–2019)
- Lennart Gruvstedt (* 1955)
- Trilok Gurtu (* 1951)
- Attila Gyárfás (* 1990)
- Lander Gyselinck (* 1987)

H
- Wolfgang Haffner (* 1965)
- Martin Hafizi (* 1993)
- Chico Hamilton (1921–2013)
- Michael Hammer (* 1982)
- Ole Jacob Hansen (1940–2000)
- Savannah Harris (* ≈1994)
- Tommie Harris (1938–2025)
- Billy Hart (* 1940)
- Gerry Hayes (1934–2020)
- Roy Haynes (1925–2024)
- Øyvind Hegg-Lunde (* 1982)
- Jakob Hegner (* ≈1996)
- Michael Heidepriem (* 1990)
- Frederik Heisler (* 1988)
- Patrick Hengst (* 1974)
- Benjamin Henocq (* 1977)
- Joey Heredia (* 1959)
- Maximilian Hering (* 1994)
- Horacio „El Negro“ Hernández (* 1963)
- Tilman Herpichböhm (* 1984)
- Joe Hertenstein (* 1977)
- Edward Wakili-Hick (* 1987)
- Chris Higginbottom (* 1977)
- Billy Higgins (1936–2001)
- Arthur Hnatek (* 1990)
- Reuben Hoch (* 1959)
- Dávid Hodek (* 1997)
- Vanja Holm (* 1958)
- Tcheser Holmes (* ≈1990)
- Sun-Mi Hong (* 1990)
- Tim Horner (* 1956)
- Dominik Hoyer (* 1994)
- Ralf Hübner (* 1939)
- Hans Hulbækmo (* 1989)
- Kerry Fatman Hunter (1971–2024)
- McClenty Hunter (* ≈1985)

I
- Susie Ibarra (* 1970)
- Robert Ikiz (* 1979)
- Wessel Ilcken (1923–1957)
- David Ingamells (* 1990)
- Takeshi Inomata (1936–2024)
- Tony Inzalaco (* 1938)
- Akira Ishikawa (1934–2002)
- Yoron Israel (* 1963)
- Srđan Ivanović (* 1983)

J
- Ali Jackson (* 1976)
- Duffy Jackson (1953–2021)
- Karl Jannuska (* 1975)
- Huub Janssen (1937–2008)
- Wim Janssen (* 1949)
- Vilmos Jávori (1945–2007)
- Meinhard Obi Jenne (* 1970)
- Roger Johansen (* 1972)
- Sven-Åke Johansson (1943–2025)
- Elvin Jones (1927–2004)
- Papa Jo Jones (1911–1985)
- Philly Joe Jones (1923–1985)
- Márton Juhász (* 1987)

K
- Sanah Kadoura (* 1989)
- Robert Kainar (* 1965)
- Jakob Kammerer (* 1992)
- Bobby Kapp (* 1942)
- Demian Kappenstein (* 1983)
- Kenneth Kapstad (* 1979)
- Sperie Karas (* 1930)
- Roni Kaspi (* 2000)
- Senri Kawaguchi (* 1997)
- Billy Kaye (1932–2022)
- Jas Kayser (* ≈1996)
- Wim Kegel (* 1967)
- Willy Ketzer (* 1951)
- Michael Keul (* 1961)
- Günter Kiesant (* 1932)
- Minchan Kim (* 1986)
- Dave King (* 1970)
- Basil Kirchin (1927–2005)
- Snorre Kirk (* 1981)
- Billy Kilson (* 1962)
- Amund Kleppan (* 1996)
- Eva Klesse (* 1986)
- Lukas Knöfler (* 1972)
- Reinhard Kobialka (* 1959)
- Dirk-Peter Kölsch (* 1969)
- Lukas König (* 1988)
- Philipp Kopmajer (* 1984)
- Sarathy Korwar (* ≈1991)
- Vladimir Kostadinovic (* 1980)
- Willy Kotoun (* 1953)
- Can Kozlu (* 1954)
- Jackson Krall (* 1949)
- Jochen Krämer (1964–2009)
- Oliver Krammer (* 1966)
- Jo Krause (* 1963)
- Paul Kreibich (* 1955)
- Christian Krischkowsky (* 1970)
- Emil Krištof (* 1957)
- Peter Kronreif (* 1982)
- Martin Krümmling (* 1984)
- Gene Krupa (1909–1973)
- Julian Külpmann (* 1989)
- Clemens Kuratle (* 1991)
- Fabian Kuratli (1970–2008)

L
- François Laizeau (* 1955)
- Michel Lambert (* 1959)
- Wes Landers (1925–1993)
- Scott Laningham (1959–2021)
- Didier Lasserre (* 1971)
- Francis Lassus (* 1961)
- Jay Lateef (* ≈1986)
- Rudy Lawless (1932/33–2017)
- Rollo Laylan (1907–1996)
- Lawrence Leathers (1981–2019)
- Philippe Lemm (* 1985)
- Christian Lettner (* 1974)
- Krunoslav Levačić (* 1957)
- Larnell Lewis (* 1984)
- Mel Lewis (1929–1990)
- Udo Lindenberg (* 1946)
- Christian Lillinger (* 1984)
- Andrew Lisle (* 1988)
- Torstein Lofthus (* 1977)
- Julien Loutelier (* 1987)
- Paul Lovens (* 1949)
- Leroy Lowe (1944–1999)
- Kay Lübke (* 1971)
- Björn Lücker (* 1967)
- Anna Lund (* 1990)
- Andy Lüscher (* 1953)

M
- Valentina Magaletti (* 1977)
- Dominik Mahnig (* 1989)
- Teppo Mäkynen (* 1974)
- Emanuele Maniscalco (* 1983)
- Shelly Manne (1920–1984)
- Lukas Mantel (* 1982)
- Myele Manzanza (* ≈1988)
- Franco Manzecchi (1931–1979)
- Patrick Manzecchi (* 1969)
- Massimo Manzi (* 1956)
- Christian Marien (* 1975)
- Joseph „Kaiser“ Marshall (1902–1948)
- Teddy Martin (1922–2019)
- Barry Martyn (1941–2023)
- Harvey Mason (* 1947)
- Marilyn Mazur (* 1955)
- Makaya McCraven (* 1983)
- Steve McCraven (* 1954)
- Noel McGhie (* 1944)
- Guillermo McGill (* 1965)
- Gayelynn McKinney (* 1962)
- Eric McPherson (* 1970)
- Jean-Louis Méchali (* 1947)
- Ferenc Mehl (* 1984)
- David Meier (* 1985)
- Michel Meis (* 1989)
- Francisco Mela (* 1968)
- Bastian Menz (* 1996)
- Fermín Merlo (* 1992)
- François Merville (* 1968)
- Johannes Metzger (* 1994)
- Matthias Meusel (* 1976)
- Marc Michel (* 1986)
- Karlheinz Miklin Jr. (* 1971)
- Jörg Mikula (* 1975)
- Butch Miles (1944–2023)
- Marc Miralta (* 1966)
- Pierre Moerlen (1952–2005)
- Charles Moffett senior (1929–1997)
- Codaryl Moffett (* 1961)
- Anders Mogensen (* 1969)
- Tumi Mogorosi (* 1987)
- Louis Moholo (1940–2025)
- Heinz von Moisy (1935–2017)
- Lesley Mok (* 1994)
- Benny Mokross (* 1965)
- Armand Molinetti (1913–1982)
- Wieland Möller (* 1982)
- Jack Momple (* 1947)
- Franco Mondini (1935–2019)
- Drori Mondlak (* 1958)
- Dimitri Monstein (* 1991)
- Jean-Claude Montredon (1949–2025)
- Eddie Moore (1940–1990)
- Stanton Moore (* 1972)
- Yayo Morales (* 1967)
- Joe Morello (1928–2011)
- Tony Moreno (* 1956)
- Laurie Morgan (1926–2020)
- Sonny Morgan (1936–1976)
- Morabo Morojele (1960–2025)
- Ray Mosca (1932–2024)
- Paul Motian (1931–2011)
- Flo Mounier (* 1974)
- Jack Mouse (1946–2024)
- Alphonse Mouzon (1948–2016)
- Flurin Mück (* 1992)

N
- Kesivan Naidoo (* 1979)
- Tatsuya Nakamura (* 1945)
- Dag Magnus Narvesen (* 1983)
- Veslemøy Narvesen (* 1997)
- Kevin Naßhan (* 1992)
- Mark Nauseef (* 1953)
- Xavier Desandre Navarre (* 1961)
- Joe Nay (1934–1990)
- Zé Eduardo Nazário (* 1952)
- Jason Nazary (* 1984)
- Ofri Nehemya (* 1994)
- Holger Nell (* 1966)
- Mani Neumeier (* 1940)
- Christin Neddens (* 1986)
- Tom Nicholas (1938–2023)
- Anika Nilles (* 1983)
- Cornelia Nilsson (* 1992)
- Helge Norbakken (* 1965)
- Svend-Erik Nørregaard (1941–2002)
- Tonny Nüsser (1923–2016)
- Gunnar Nyberg (1929–2007)
- Per Nyhaug (1926–2009)

O
- Lada Obradović (* 1987)
- Michael Ode (* ≈1996)
- Bernd Oezsevim (* 1980)
- Michael Olivera (* ≈1984)
- Ramón Oliveras (* 1988)
- Ichirō Onoe (* 1957)
- Markku Ounaskari (* 1967)
- Hans van Oosterhout (* 1965)
- Paolo Orlandi (* ≈1980)
- Nathan Ott (* 1989)
- Tony Oxley (1938–2023)
- Fritz Ozmec (* 1948)

P
- Anne Paceo (* 1984)
- Gilbert Paeffgen (* 1958)
- Balázs Pándi (* 1983)
- Marcel Papaux (1960–2023)
- Dion Parson (* 1967)
- Alexander Parzhuber (* 1996)
- Julius Pastorius (* 1982)
- Jim Payne (* 1943)
- Jamie Peet (* 1991)
- Micheline Pelzer (1950–2014)
- Lukmil Pérez (* 1970)
- Peter Perfido (* 1956)
- Berry Peritz (1911–2000)
- Walter Perkins (1932–2004)
- Sergiusz Perkowski (* 1944)
- Ben Perowsky (* 1966)
- Frank Perry (* 1948) (auch Meditationsmusik)
- Charlie Persip (1929–2020)
- Norbert Pfammatter (* 1959)
- Esteve Pi (* 1977)
- Andreas Pichler (* 1981)
- Antoine Pierre (* 1992)
- Dorota Piotrowska (* 1984)
- Herbert Pirker (* 1981)
- Jonas Pirzer (* 1985)
- Vinsent Planjer (* 1972)
- Evita Polidoro (* 1995)
- Nicolás Politzer (* 1988)
- Simon Popp (* 1990)
- Joe Porcaro (1930–2020)
- Mariá Portugal (* 1984)
- Sunk Pöschl (* 1955)
- Bobby Previte (* 1951)
- Dan Pugach (* 1983)
- Jim Pugliese (* 1952)
- Bernard „Pretty“ Purdie (* 1939) (auch Soul, Funk, Rock)

Q
- Alvin Queen (* 1950)
- Joe Quitzke (* 1969)

R
- Avreeayl Ra (* 1947)
- Michele Rabbia (* 1965)
- Abbey Rader (* 1943)
- John Rae (* 1966)
- Tom Rainey (* 1957)
- Claude Ranger (1941−)
- Kaspar Rast (* 1972)
- Dietrich Rauschtenberger (* 1939)
- Ziv Ravitz (* 1976)
- Tony Reedus (1959–2008)
- Cyril Régamey (* 1977)
- Oliver Rehmann (* 1982)
- Damion Reid (* 1979)
- Herbert Reisinger (* 1961)
- Wolfgang Reisinger (1955–2022)
- Bernd Reiter (* 1982)
- Francesca Remigi (* 1996)
- Bertrand Renaudin (* 1955)
- Valentin Renner (* 1988)
- Ben Reynolds (* 1978)
- Charlie Rice (1920–2018)
- Buddy Rich (1917–1987)
- Ben Riley (1933–2017)
- Max Roach (1924–2007)
- Oriol Roca (* 1979)
- Cornell Rochester (* 1957)
- Sebastian Rochford (* 1973)
- Julius Rodriguez (* 1998)
- Aldo Romano (* 1941)
- Ole Rømer (* 1954)
- Frank Rosaly (* 1974)
- Fabian Rösch (* 1994)
- Matthias Rosenbauer (* 1970)
- Esko Rosnell (1943–2009)
- Bjarne Rostvold (1934–1989)
- Rudolf Roth (* 1951)
- Steffen Roth (* 1989)
- Freddy Rottier (1925–1995)
- Rudy Royston (* um 1971)
- Jonas Ruther (* 1987)
- Charles Rumback (* 1980)
- Rüdiger Ruppert (* 1970)
- Mathias Ruppnig (* 1986)

S
- Nir Sabag (* 1987)
- Ralph Salmins (* 1964)
- Mokhtar Samba (* 1960)
- Bobby Sanabria (* 1957)
- Max Santner (* 1991)
- Jonatan Sarikoski (* 1990)
- Julian Sartorius (* 1981)
- Thomas Sauerborn (* 1987)
- Julie Saury (* 1972)
- Philipp Schaeper (* 1988)
- Joost van Schaik (* 1974)
- Jim Schapperoew (* 1949)
- Stéphane Scharlé (* 1982)
- Christian Scheuber (1960–2021)
- Uli Schiffelholz (≈ 1979)
- Dirik Schilgen (* 1965)
- William Schiøpffe (1926–1981)
- Tobias Schirmer (* 1982)
- Bobby Schmidt (1923–2014)
- Werner Schmitt (* ≈1953)
- Reinhold Schmölzer (* 1983)
- Daniel Scholz (* 1991)
- Detlef Schönenberg (1944–2022)
- Sven Schuster (* 1965)
- Buddy Schutz (1914–2007)
- Judith Schwarz (* 1989)
- Dick Scott (* ≈1937)
- Kendrick Scott (* 1980)
- Marcel Serierse (* 1962)
- Yoann Serra (* 1979)
- Kevin Shea (* 1973)
- James Shipp (* 1980)
- Ayanda Sikade (* 1981)
- Robertinho Silva (* 1941)
- Félix Simtaine (* 1938)
- Asaf Sirkis (* 1969)
- Bosse Skoglund (1936–2021)
- Peter Slawow (1941–2008)
- Earl „Buster“ Smith
- Steve Smith (* 1954)
- Philippe Soirat (* 1961)
- Daniel Sommer (* 1987)
- Günter „Baby“ Sommer (* 1943)
- Jonas Sorgenfrei (* 1993)
- Isaiah Spencer (* ≈1979)
- Alfred Spirli (* 1957)
- Bryan Spring (* 1945)
- Max Stadtfeld (* 1993)
- George Stafford (1898–1936)
- Rudi Staeger (* 1947)
- Martin Standke (* ≈1982)
- Bill Stewart (* 1966)
- Nicolas Stocker (* 1988)
- Colin Stranahan (* ≈1986)
- Nicola Stranieri (* 1961)
- Silvan Strauss (* 1990)
- Eckhard Stromer (* 1972)
- Thomas Strønen (* 1972)
- Claudio Strüby (* 1980)
- Michi Stulz (* 1977)
- Yonga Sun (* 1977)

T
- Fukushi Tainaka (* 1954)
- Pierre Tanguay (* 1956)
- Harry Tanschek (* 197?)
- Grady Tate (1932–2017)
- Eddie Taylor (1929–2022)
- Gegè Telesforo (* 1961)
- Mabi Thobejane (1947–2021)
- Bubbha Thomas (1937–2020)
- Robert Thomas, Jr. (* um 1956)
- Pål Thowsen (* 1955)
- Jason Tiemann (* 1973)
- Aleix Tobías (* 1976)
- Bruno Tocanne (* 1955)
- Paul Togawa (1932–2018)
- Mike Travis (1944–2023)
- Curt Treier (* 1944)
- Vasco Trilla (* ≈1978)
- Carol Tristano (* ≈1963)
- Jeroen Truyen (* 1991)
- Jean-My Truong (* 1950)

U
- Peeter Uuskyla (* 1951)

V
- Martin Valihora (* 1976)
- Nathan Vandenbulcke (* 1996)
- Preben Vang (1942–1986)
- Eddy Veldman (* 1951)
- Teun Verbruggen (* 1975)
- Rob Verdurmen (* 1953)
- Johnny Vidacovich (* 1949)
- Rémi Vignolo (* 1972)
- Daniel Villarreal (* 1977)
- Frederik Villmow (* 1993)
- Paolo Vinaccia (1954–2019)

W
- Emil de Waal (* 1967)
- Ludwig Wandinger (* 1995)
- Chick Webb (1905–1939)
- Daniel Weber (* 1989)
- Monty Weber (1941–1999)
- Tilo Weber (* 1990)
- Craig Weinrib (* ≈1985)
- Klaus Weiss (1942–2008)
- Matthias von Welck (* 1956)
- Andreas Werliin (* 1982)
- George Wettling (1907–1968)
- Finn Wiest (* 1998)
- Chip White (1946–2020)
- Lenny White (* 1949)
- Alice Whyte (1922–2015)
- Mareike Wiening (* 1987)
- Vincent Wilburn (* 1958)
- Lisa Wilhelm (* 1997)
- Buddy Williams (* 1952)
- Steve Williams (* 1956)
- Tony Williams (1945–1997)
- Paul Wiltgen (* 1982)
- Corinne Windler (* 1974)
- Arnold Wise (1935–2025)
- Sebastian Winne (* ≈1980)
- Andreas Witte (* 1961)
- Fritz Wittek (* 1961)
- Roland Wittich (* 1942)
- Nicolas Wolf (* 1987)
- Sebastian Wolfgruber (* 1992)
- Nate Wood (* 1979)
- Sam Woodyard (1925–1988)
- Tony Wren (* 1947)

X
- David Xirgu (* 1963)

Y
- Yūsuke Yamamoto (* ≈1970)
- Pete York (* 1942)

Z
- Adam Zagórski (* 1990)
- Valeria Zangger (* 1985)
- Krzysztof Zawadzki (* 1959)
- Peter Conradin Zumthor (* 1979)
- Ben Zweig (* 1992)
- Torsten Zwingenberger (* 1959)
- Łukasz Żyta (* 1975)

## Rock
- Daniel Adair (Nickelback)
- Morgan Ågren (Fleshquartet, Kaipa)
- Philippe Allaert (Viktor Lazlo, Vaya Con Dios)
- Carmine Appice (u. a. Vanilla Fudge, Beck, Bogert & Appice)
- Kenny Aronoff
- Christos Asonitis
- Simone Aubert
- Ginger Baker † (u. a. Cream)
- Barriemore Barlow (Jethro Tull)
- Frank Beard (ZZ Top)
- Carter Beauford (Dave Matthews Band)
- Peter Behrens † (Trio)
- Brian Bennett (The Shadows)
- Samm Bennett
- Pete Best (The Beatles)
- Gregg Bissonette
- Jason Bonham (Foreigner)
- John Bonham † (Led Zeppelin)
- Mike Bordin (Faith No More)
- Rob Bourdon (Linkin Park)
- Terry Bozzio (Frank Zappa, Fantômas)
- Mark Brzezicki (Big Country, Procol Harum)
- Chris Brien
- Bill Bruford (u. a. Yes, King Crimson)
- Clive Bunker (Jethro Tull)
- Clem Burke † (Blondie, Ramones)
- Kenny Buttrey †
- Matt Cameron (Soundgarden, Pearl Jam)
- Tony Carr (Collective Consciousness Society, The Family Dogg)
- Joey Castillo (Queens of the Stone Age)
- Matt Chamberlain
- Brian Chase (Yeah Yeah Yeahs)
- Doug Clifford (Creedence Clearwater Revival)
- John Coghlan (Status Quo)
- Vinnie Colaiuta
- Phil Collins (u. a. Genesis)
- Jason Costa (Diecast)
- Stewart Copeland (The Police)
- Dale Crover (Melvins, Nirvana)
- Chris Dave (Mint Condition)
- Dennis Davis (David Bowie)
- John Densmore (The Doors)
- Ratko Divjak (u. a. September, Time)
- Virgil Donati
- Aynsley Dunbar
- Roy Dyke
- Graeme Edge (The Moody Blues)
- Sheila E.
- Phillip Ehart (Kansas)
- Stephan Emig (Klaus Lage, Triosense)
- Sonny Emory
- Bertram Engel (Udo Lindenberg, Peter Maffay)
- Eroc (Grobschnitt)
- Greg Errico (Sly & the Family Stone, Weather Report, Santana, Grateful Dead)
- Thomas Fahrer
- Haggai Fershtman (Monotonix)
- Mick Fleetwood
- Evert Fraterman
- Josh Freese
- Tristan Fry (Sky)
- Steve Gadd
- Diego Galeri (Timoria)
- Eddy Garcia (u. a. Pissing Razors)
- David Garibaldi (Tower of Power)
- Bruce Gary †
- Wolfgang Glum (Rainbirds, Rocko Schamoni)
- Mike „Gomezz“ Gommeringer (Reamonn)
- Christian Grobauer (Schmieds Puls)
- Aki Hakala
- Fabian Halbig (Killerpilze)
- Gavin Harrison (Porcupine Tree)
- David Haynes (Joy Denalane , Till Brönner)
- Charles Hayward
- Richie Hayward † (Little Feat)
- Don Henley (Eagles)
- Joey Heredia (Tribal Tech, Billy Childs, Aki Rahimovski)
- Alfredo Hernandez (Kyuss, Queens of the Stone Age)
- Jon Hiseman †
- Tris Imboden (u. a. Chicago)
- Jack Irons (Red Hot Chili Peppers)
- Manu Katché
- Jim Keltner (Joe Cocker, Ry Cooder, Little Village u. a.)
- Lukas König (5K HD Bilderbuch)
- Oscar Kraal † (Rosa King, Candy Dulfer, Frank Boeijen)
- Stefan Krachten † (Dunkelziffer, Fred Banana Combo, Trance Groove, Goldman)
- Joey Kramer (Aerosmith)
- Russ Kunkel (Jackson Browne, Dan Fogelberg, The Section u. a.)
- Shannon Leto (30 Seconds to Mars)
- Jaki Liebezeit † (Can)
- Manuel Loos (Wire Wagna, Serge und die Unterwasserwanderer, Björn)
- Bill Lynn † (Elvis Presley)
- Valentina Magaletti
- Ralf Mähnhöfer (u. a. Pentagram, Spritz, Cem Karaca)
- Rick Marotta
- Nick Mason (Pink Floyd)
- Ted McKenna † (Sensational Alex Harvey Band, Rory Gallagher, Gillan, Michael Schenker)
- Karlheinz Miklin Jr. (The Base)
- Buddy Miles †
- Marco Minnemann
- Mitch Mitchell † (The Jimi Hendrix Experience)
- Herwig Mitteregger (Lokomotive Kreuzberg, Nina Hagen Band, Spliff, solo)
- Pierre Moerlen † (Gong)
- Keith Moon † (The Who)
- Reiner Morgenroth (bis 2010 bei In Extremo)
- Ian Mosley (Marillion)
- Larry Mullen, Jr. (U2)
- Tatsuya Nakamura (The Stalin, Blankey Jet City, Bill Laswell)
- Mark Nauseef (Elf, The Velvet Underground, Jack Bruce, Ian Gillan, Jon Lord, Thin Lizzy)
- Mani Neumeier (Guru Guru)
- Carl Palmer
- Fito de la Parra (Canned Heat)
- Jim Payne
- Neil Peart † (Rush)
- Simon Phillips
- Simon Popp (Hello Gravity)
- Jeff Porcaro †
- Steff Porzel (The Spencer Davis Group, CHP)
- Mel Pritchard † (Barclay James Harvest)
- Brett Reed (Rancid)
- Rachel Rep (Farin Urlaub, Glow)
- Armin Rühl (Herbert Grönemeyer)
- Kirt Rust (Weidorje, Chris Rea)
- Michael Schwandt (Karat)
- Wolfgang Seidel
- Dieter Serfas (Amon Düül II, Embryo)
- Steve Shelley (Sonic Youth)
- Michael Shrieve (u. a. Santana)
- Peter Slawow (ФСБ)
- Chad Smith (Red Hot Chili Peppers)
- Steve Smith (Journey)
- Gerwin Spalink (The House of Usher)
- Pete Spencer (Smokie)
- Rudi Staeger (u. a. Acid)
- Zak Starkey (u. a. The Who)
- Ringo Starr (The Beatles)
- Clyde Stubblefield † (Soul-Schlagzeuger, u. a. James Brown)
- Ismail Tarlan (u. a. (Kölner Melody-Deutschrock-Band von Marcus Faßbender (git., voc.), Bernd Simon-Flamming (keys), u. a. Ralf Mähnhöfer (E-Bass, keys, voc, Arrangements)) Pentagram, Cem Karaca und die Kanaken)
- Roger Taylor (Queen)
- Chester Thompson
- Tico Torres (Bon Jovi)
- Linda-Philomène Tsoungui (Mine, Fatoni)
- Gene Trautmann (Queens of the Stone Age)
- Maureen Tucker (The Velvet Underground)
- Mick Tucker † (The Sweet)
- Kamimura Ukyō † (Malice Mizer)
- Ruth Underwood
- David Uosikkinen (The Hooters)
- Christian Vander (Magma)
- Ryan Vikedal (Nickelback)
- Chad Wackerman
- Narada Michael Walden
- Charlie Watts † (The Rolling Stones)
- Florian Weber (Sportfreunde Stiller)
- Dave Weckl
- Alan White † (Yes)
- Maurice White † (Earth, Wind and Fire)
- Meg White (The White Stripes)
- Brad Wilk (Audioslave, Rage Against the Machine)
- Terry Williams (u. a. Man, Rockpile, Dire Straits)
- Pick Withers (u. a. Dire Straits)
- Robert Wyatt (Soft Machine, Matching Mole)
- Stomu Yamashta (Red Budda Theatre, Go)
- Pete York (Spencer Davis Group, Hardin & York)
- Tatsuya Yoshida
- Arne Zank (Tocotronic)

## Hard Rock
- Steven Adler (Guns N’ Roses)
- Eric Carr † (Kiss)
- Curt Cress (Scorpions)
- Peter Criss (Kiss)
- Rudy Lenners (Scorpions)
- Bryan Mantia (Guns N’ Roses)
- Ian Paice (Deep Purple)
- Cozy Powell †
- Don Powell (Slade)
- Phil Rudd (AC/DC)
- Herman Rarebell (Scorpions)
- Matt Sorum (Guns N’ Roses)
- Eric Singer
- Danny Young (Gluecifer, Los Helmstedt, Smoke Mohawk)

## Punkbzw.Punk-Rock/Grunge
- Dave Abbruzzese (Pearl Jam)
- Travis Barker (blink-182, +44, Aquabats, Transplants)
- Bob Bryar (My Chemical Romance)
- Budgie (The Slits, Siouxsie and the Banshees)
- Paco Carreno (Conflict, Inner Terrestrials)
- Chad Channing (Nirvana)
- Tré Cool (Green Day)
- Bela B (Soilent Grün, Die Ärzte)
- Josh Freese (The Offspring, The Vandals)
- Dave Grohl (Nirvana, Queens of the Stone Age)
- Paul Hanley (The Fall, The Lovers)
- Grant Hart † (Hüsker Dü)
- Taylor Hawkins † (Foo Fighters)
- Topper Headon (The Clash)
- Jason Kahn (The Leaving Trains, Trotsky Icepick, Universal Congress Of)
- Keith LeBlanc (Tackhead, Little Axe)
- Derrick Plourde † (Bad Astronaut, The Ataris, Lagwagon)
- Vom Ritchie (Die Toten Hosen)
- Wolfgang Rohde † (Die Toten Hosen)
- Erik Sandin (NOFX)
- Brooks Wackerman (Bad Religion, Suicidal Tendencies, The Vandals)
- Atom Willard (The Offspring, Angels & Airwaves)

## Metal
- Chris Adler (Lamb of God)
- Charlie Benante (Anthrax)
- Randy Black (Primal Fear)
- Felix Bohnke (Edguy, Avantasia)
- Dave Buckner (Papa Roach)
- Danny Carey (Tool)
- Randy Castillo † (u. a. Ozzy Osbourne)
- Scott Columbus † (Manowar)
- Mark Cross (Firewind)
- Mikkey Dee (Motörhead)
- Damjan Deurić (Divlje Jagode)
- John Dolmayan (System of a Down, Scars on Broadway)
- Frank Fontsere (Stuck Mojo, Fozzy)
- Kai Hahto (Rotten Sound, Wintersun)
- Yoshiki Hayashi (X Japan)
- Joey Jordison (Slipknot)
- Wolfram Kellner (J.B.O.)
- Ted Kirkpatrick (Tourniquet)
- Kita (Lordi)
- James Kottak † (Scorpions)
- Thomas Lang (u. a. Asia)
- Tommy Lee (Mötley Crüe)
- Tonmi Lillman † (Lordi)
- Dave Lombardo (Slayer, Fantômas, John Zorn)
- Ray Luzier (KoЯn)
- Dave Mackintosh (DragonForce)
- Roy Mayorga (u. a. Stone Sour, Soulfly)
- Nicko McBrain (Iron Maiden)
- Dave McClain (Machine Head)
- Matthew McDonough (Mudvayne)
- Jukka Nevalainen (Nightwish)
- John Otto (Limp Bizkit)
- Balázs Pándi (Metallic Taste of Blood, The Kilimanjaro Darkjazz Ensemble)
- Vinnie Paul † (u. a. Pantera)
- Mike Portnoy (Dream Theater)
- Herman Rarebell (Scorpions)
- The Rev † (Avenged Sevenfold)
- David Silveria (Ex-KoЯn)
- Christoph Schneider (Rammstein)
- Peter Schorowsky (Böhse Onkelz)
- Stefan Schwarzmann (Accept, Helloween, Pänzer)
- Travis Smith (Trivium)
- Specki T.D. (In Extremo)
- Thomen Stauch (Blind Guardian, Savage Circus, Coldseed)
- Shinya Terachi (Dir En Grey)
- Mike Terrana (Rage, Masterplan, Savage Circus, Axel Rudi Pell)
- Michael ‚Moose‘ Thomas (Bullet for My Valentine)
- Scott Travis (Judas Priest, Racer X)
- Lars Ulrich (Metallica)
- Bill Ward (Black Sabbath)
- Simon Wright (Ex-AC/DC, Dio)

## Death Metalund Subgenres/Dark Metal
- Dave Culross (u. a. Malevolent Creation, Suffocation)
- Kjetil Haraldstad aka Frost (Satyricon, 1349)
- George Kollias (Extremity Obsession, Nile, Sickening Horror, Nightfall)
- Tony Laureano (Dimmu Borgir)
- Flo Mounier (Cryptopsy)
- Jaska Raatikainen (Children of Bodom)
- Chris Reifert (u. a. Autopsy, Death, Abscess)
- Derek Roddy (u. a. Hate Eternal, Malevolent Creation, Nile, Divine Empire)
- Mike Smith (Suffocation)
- Daniel Svensson (In Flames)